# مطالعات توسعه
مطالعات توسعه شاخه‌ای میان‌رشته‌ای از علوم اجتماعی است. مطالعات توسعه به عنوان یک رشته کارشناسی ارشد تخصصی، و در موارد کمی در سطح کارشناسی، در برخی از دانشگاه‌ها ارائه می‌شود. مطالعات توسعه از اوایل دهه ۱۹۹۰ گسترش یافته‌است و به‌طور گسترده‌ای در جهان سوم و در کشورهایی با تاریخ استعماری مانند انگلستان که مطالعات توسعه در آن نشأت گرفته‌است، تدریس و تحقیق می‌گردد. دانش‌جویان مطالعات توسعه اغلب مشاغلی در سازمان‌های بین‌المللی مانند سازمان ملل متحد، بانک جهانی، سازمان‌های مردم‌نهاد، مؤسسات خصوصی مشاوره توسعه، بدنه مسئولیت اجتماعی شرکتی و مراکز تحقیقاتی را می‌گزینند.